# Miniserie
En miniserie är en TV-serie där man redan på förhand bestämt hur många delar som ska utkomma. Miniserien berättar en historia från början till slut, och består alltså inte av fristående avsnitt eller fler än en säsong. Den kan ses som en långfilm uppdelad i flera avsnitt.